# Jorge Luiz de Amorim Silva
Jorge Luiz de Amorim Silva (5 september 1979) is een voormalig Braziliaans voetballer.

## Carrière
Jorginho speelde tussen 1997 en 2003 voor Caxias do Sul, Juventude, Omiya Ardija en Ventforet Kofu.